# Весталка (опера)
Веста́лка (фр. La Vestale) — трёхактная опера Гаспаре Спонтини по либретто Виктора Этьена де Жуи и Мишеля Дьёлафуа, написанная в 1805 году и впервые представленная 15 декабря 1807 года в Париже, на сцене Зала Монтансье труппой Императорской академии музыки под руководством дирижёра Жан-Батиста Рея в присутствии императрицы Жозефины. Декорации Жана Протена, постановщики дивертисментов — Пьер Гардель и Луи Милон. 

## Действующие лица
- Лициний (тенор)
- Юлия (сопрано)
- Цинна (тенор)
- Верховный жрец (бас)
- Главная весталка (меццо-сопрано)
- Консул (бас)
- Предсказатель (бас)
- Весталки, жрецы, народ, матроны, сенаторы, консулы, ликторы, воины, гладиаторы, танцовщицы, дети, пленники.

## Сюжет

### Акт I
Римский форум близ храма Весты на рассвете. Бывший плебей, полководец Лициний, сам не свой накануне празднования победы над галлами. Начальник легиона Цинна, заметив его озабоченность, просит поведать её причину: Лициний прославился на войне, желая заслужить руку юной патрицианки Юлии, однако в его отсутствие Юлия, выполняя предсмертную волю отца, стала весталкой. Теперь Лициний должен или похитить её, или отказаться от своей любви. Цинна заверяет друга в своей поддержке.
С восходом солнца весталки направляются в храм — во время торжественной церемонии Юлия, впадающая в отчаяние при мысли о данном ею обете, должна будет возложить венок на голову Лицинию. Во время церемонии Лициний сообщает Цинне, что решил похитить Юлию этой ночью.

### Акт II
Юлия, охраняющая священный огонь на алтаре в храме Весты, взывает о помощи к богине. Появляется Лициний, пламя гаснет во время их встречи. Цинна торопит влюбленных и они уже собираются бежать, когда Юлия теряет сознание у алтаря.
Появляются весталки и жрецы. Верховный жрец требует назвать имя святотатца, но Юлия молчит — тогда все проклинают её.
Юлия обращается с молитвой к Латоне.

### Акт III
Место казни преступных весталок, погребённых заживо. Лициний клянётся защитить Юлию и открывает верховному жрецу свою вину, но тот остаётся неумолим. Завидев приближающийся погребальный кортеж, Юлия прощается с главной весталкой.
Верховный жрец велит положить покрывало Юлии на угасший алтарь Весты: если оно загорится, значит богиня прощает её. Когда уже всё готово для погребения, внезапно появляется Лициний с вооруженным отрядом. В этот момент небо темнеет, в алтарь ударяет молния и покрывало Юлии загорается. Свершилось чудо, благодаря которому Юлия может соединиться с Лицинием.

## История
В 1802 году Спонтини перебрался в Париж, где, пользуясь поддержкой Наполеона и Жозефины, начал работать над операми героического плана. Его вторая опера, «Мильтон», имела большой успех, после чего один из её либреттистов, Этьен де Жуи, предложил композитору либретто, от которого до этого отказались Буальдьё, Керубини и Мегюль.
Во время постановочного процесса руководство театра выражало своё недовольство произведением, характеризуя его как «странное, неполноценное и шумное» — положение спасло лишь личное вмешательство императрицы.
Премьера спектакля состоялась 15 декабря 1807 года на сцене Императорской академии музыки в Париже под руководством дирижёра Ж.-Б. Рея в присутствии императрицы Жозефины. Балетные дивертисменты поставили Пьер Гардель и Луи Милон, декорации — Жана Протена. Главные роли исполнили Каролина Браншю (Юлия), Этьен Лене (Лициний) и Анри-Этьен Деривис (Верховный жрец). Несмотря на существовавшую тенденцию к решительному избавлению от итальянского влияния во французской музыке, публика сразу оценила оперу как шедевр.
В 1816 году Джоаккино Россини использовал мотив финала II акта «Весталки» для финала I акта своей оперы «Севильский цирюльник».
В 1821 году, сразу же после переезда Королевской академии музыки в театр Ле Пелетье, спектакль был возобновлён в репертуаре. Первое представление состоялась 22 августа, через три дня после открытия театра; новые декорации выполнил художник Сисери.
В 1823 году Гектор Берлиоз опубликовал в журнале Le Corsaire письмо в защиту оперы «Весталка» — что стало его дебютом в качестве музыкального критика.

## Особенности
«Весталка» является значимым этапом в развитии оперного искусства. Гектор Берлиоз отзывался о произведении как о «мелодически роскошной опере, изобилующей соло и ансамблями», где «диалоги неожиданно обработаны с быстрыми, блестящими переменами, а драматические речитативы компактные и захватывающие». Композитор удерживал драматизм действия, используя внезапные смены темпов и настроения, что было типично для романтической оперы. Изобретательные финалы изобиловали крещендо в стиле Россини; второй акт был описан Берлиозом как одно огромное крещендо. Финал последнего акта был особенно наэлектризован, предвосхищая творчество не только Джакомо Мейербера, но также Гаэтано Доницетти и Джузеппе Верди. Помпезность церемониальных маршей, триумфальных процессий, храмовых обрядов несла в себе черты большой оперы.

## Дальнейшие постановки
В 1810 году спектакль был показан в Вене, 8 сентября 1811 года состоялась премьера итальянской версии оперы в Неаполе, в театре «Сан-Карло».
Российская премьера состоялась 26 октября 1812 года в Петербурге (Делия — Е. С. Сандунова, Лициний — В. М. Самойлов, Первосвященник — П. В. Злов).
В 1830-х[уточнить] опера была поставлена в Берлине молодым Рихардом Вагнером; премьерой дирижировал сам композитор.
Выдающейся исполнительницей партии Юлии считается Мария Каллас.

## Дискография
- 7 декабря 1954 — открытие сезона театра Ла Скала, дирижёр Антонино Вотто, в роли Юлии Мария Каллас (запись трансляции)
- 4 декабря 1969 — хор и оркестр театра Массимо, дирижёр Фернандо Превитали[англ.] (запись трансляции)
- 1995 — хор и оркестр театра Ла Скала, дирижёр Риккардо Мути (Columbia Records/Sony)